# Aéroport de Matsuyama
Pour les articles homonymes, voir Matsuyama.

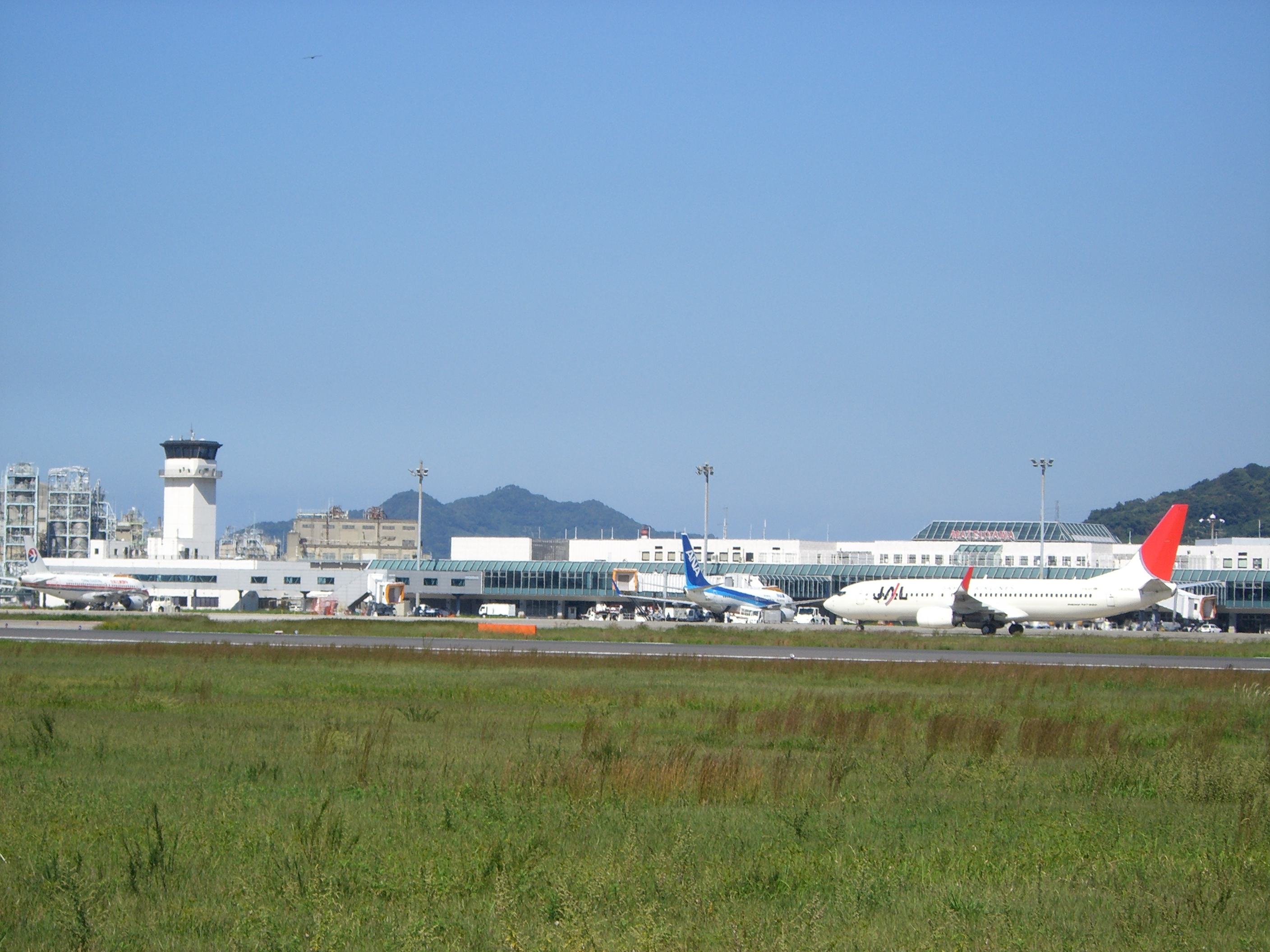
Vue de l'aéroport de Matsuyama.

L'aéroport de Matsuyama (松山空港, Matsuyama kūkō) (code IATA : MYJ • code OACI : RJOM) est un aéroport situé à 3 milles marins (5,6 km) à l'ouest sud-ouest de Matsuyama, dans la préfecture d'Ehime, au Japon.

## Situation

### Carte des 50 principaux aéroports du Japon
| Akita Amami Aomori Asahikawa Chūbu Fukuoka Fukushima Hakodate Hanamaki Hiroshima Ibaraki Ishigaki Izumo Kagoshima Kansai Kitakyushu Kobe Kōchi Komatsu Kumamoto Kumejima Kushiro Iwakuni Matsuyama Memanbetsu Miho-Yonago Misawa Miyako Miyazaki Nagasaki Nagoya Naha Tokyo · Narita Niigata Ōita Okayama Osaka Saga Sendai Shin-Chitose Shizuoka Shonai Takamatsu Tokachi-Obihiro Tokushima Tokyo · Haneda Tottori Toyama Tsushima Yamaguchi Ube |

## Histoire
C'est tout d'abord, à partir de 1941, un aérodrome de la Marine Impériale Japonaise (« Nihon kaigun »). À la fin de la guerre, le site sert de base au 353e escadron de chasse qui défend le Japon contre les raids de B-29 depuis saipan et est devenu, en 1958, un aéroport civil administré par l'État. Il a été le premier aéroport de l'île de Shikoku à accueillir des avions à réaction à la suite d'un projet d'allongement de la piste en 1972.
Un parc d'activités tertiaires dénommé « Biz Port » a été ouvert près de l'aéroport, en 2003, pour attirer des entreprises de haute technologie, mais la fermeture en est prévue pour le 1er avril 2015.
En 2013, le gouvernement de la préfecture d'Ehime et des organismes locaux d'affaires ont annoncé qu'ils allaient commencer le subventionnement de dessertes de l'aéroport international vers Shanghai et Séoul, qui a connu une fréquentation de moins de 50 % en juin 2013.

### Accidents et incidents
- Le 26 octobre 2013, un petit avion à hélice en provenance de Kikai (en) s'est accidenté à l'atterrissage à Matsuyama, à environ 6 h 30, forçant la fermeture temporaire de l'aéroport[5].

## Compagnies aériennes et destinations
| Compagnies                                  | Destinations                      |
| ------------------------------------------- | --------------------------------- |
| All Nippon Airways                          | Okinawa-Naha, Osaka, Tokyo-Haneda |
| All Nippon Airways opéré par ANA Wings      | Nagoya-Chūbu, Osaka               |
| China Eastern Airlines                      | Shanghai-Pudong                   |
| EVA Air                                     | Taïwan-Taoyuan                    |
| Ibex Airlines                               | Nagoya-Chūbu, Shin-Chitose        |
| Japan Airlines                              | Tokyo-Haneda                      |
| Japan Airlines opéré par J-Air              | Fukuoka, Osaka                    |
| Japan Airlines opéré par Japan Air Commuter | Kagoshima                         |
| Jeju Air                                    | Séoul-Incheon                     |
| Jetstar Japan                               | Tokyo-Narita                      |
| Peach                                       | Osaka-Kansai                      |

Édité le 09/01/2020
Link Airs (en), une nouvelle compagnie aérienne régionale basée à Fukuoka, prévoit de commercialiser des prestations dans l'aéroport en 2014.

## Statistiques
Pour des raisons techniques, il est temporairement impossible d'afficher le graphique qui aurait dû être présenté ici.

Voir la requête brute et les sources sur Wikidata.
| Année | Nombre total de passagers |
| ----- | ------------------------- |
| 2000  | 2 674 045                 |
| 2001  | 2 666 972                 |
| 2002  | 2 736 346                 |
| 2003  | 2 633 410                 |
| 2004  | 2 640 578                 |
| 2005  | 2 693 188                 |
| 2006  | 2 750 092                 |
| 2007  | 2 662 611                 |
| 2008  | 2 536 739                 |
| 2009  | 2 362 688                 |